# Samo Resnik
Samo Resnik, slovenski publicist, novinar, esejist, politični aktivist, pisatelj in pesnik, * 15. oktober 1962, Maribor, † 9. april 2011.
Resnik je bil znan tako po svojih političnih in literarnih esejih pa tudi pisanju in urejanju znanstvenofantastičnih zgodb. Na začetku 80. let 20. stoletja je v času študija biologije postal urednik mariborske študentske revije Katedra. Kasneje je postal urednik študentskega časopisa Tribuna, ki ga je izdajala Študentska organizacija Univerze v Ljubljani. Bil je tudi urednik Časopisa za kritiko znanosti.
Bil je aktivno vključen v procese demokratizacije Slovenije. Leta 1986 je kot urednik Katedre objavil esej Spomenske Hribar Krivda in greh s katerim se je v Sloveniji začela javna razprava o povojnih pobojih. V slovenski jezik je prevajal temeljne eseje ameriških federalistov in se zavzemal za večstrankarsko demokracijo v Sloveniji. Bil je eden ustanovnih članov Slovenske demokratične zveze, ustanovni član Nove stranke, aktiven v Odboru za varstvo človekovih pravic ter aktivist Mirovnega inštituta. Zaradi svojega zavzemanja za demokratizacijo je bil tudi sodno preganjan.
Svoje eseje in pesmi je izdajal v različnih časopisih in revijah, med drugim tudi pri Reviji 2000 ter reviji Znamenje. Napisal je tri knjige in sicer leta 2003 prozno pripoved z naslovom Dotiki (COBISS), leta 2005 pesniško zbirko Prijaznemu dvomu (COBISS) in leta 2009 zbirko esejev in literarnih zapisov z naslovom Odpirati okna - včeraj, danes in jutri (COBISS). Je tudi sourednik (skupaj z Žigo Leskovškom) ene prvih zbirk znanstvenofantastičnih zgodb z naslovom Fantazija.